# Ou

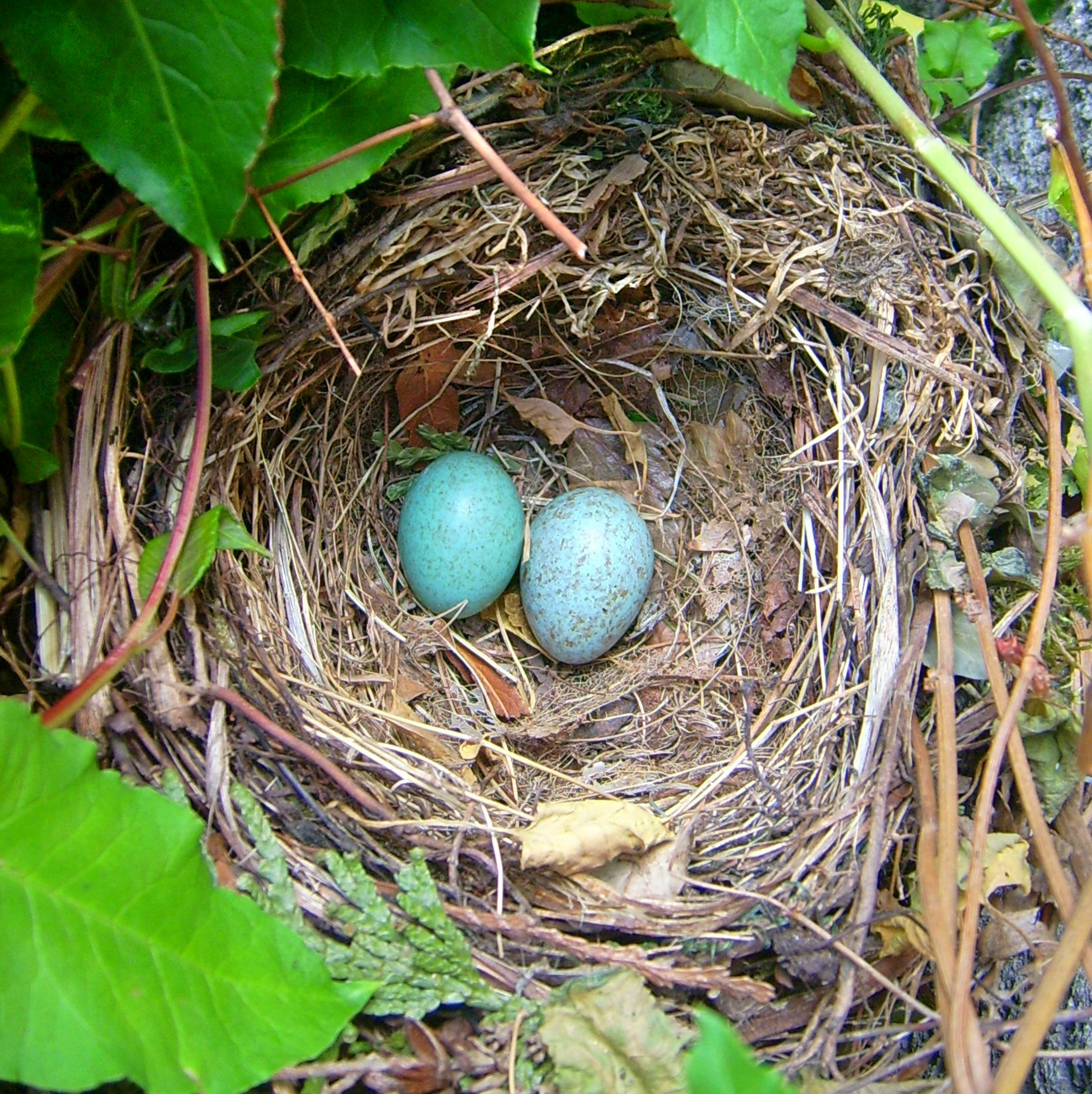
Cuib de mierlă

1 - coaja; 2 - albușul; 3 - gălbenușul; 4 - șalaze; 5 - disc germinativ

Oul (în latină ovum) este un stadiu timpuriu după procesul de fecundație, în faza de dezvoltare a unui animal. Oul conține celule embrionale și substanțe nutritive. La pasăre sau reptilă, la care dezvoltarea embrionară are loc în afara uterului matern, oul este acoperit de o coajă protectoare. Datorită substanțelor nutritive esențiale, ouăle sunt o hrană preferată în lumea animală, de aceea ouăle până la eclozare sunt ascunse în cuiburi sau îngropate în nisip. Ouăle mai sunt și o formă de rezistență în reproducerea unor paraziți sau insecte.

## Structura oului

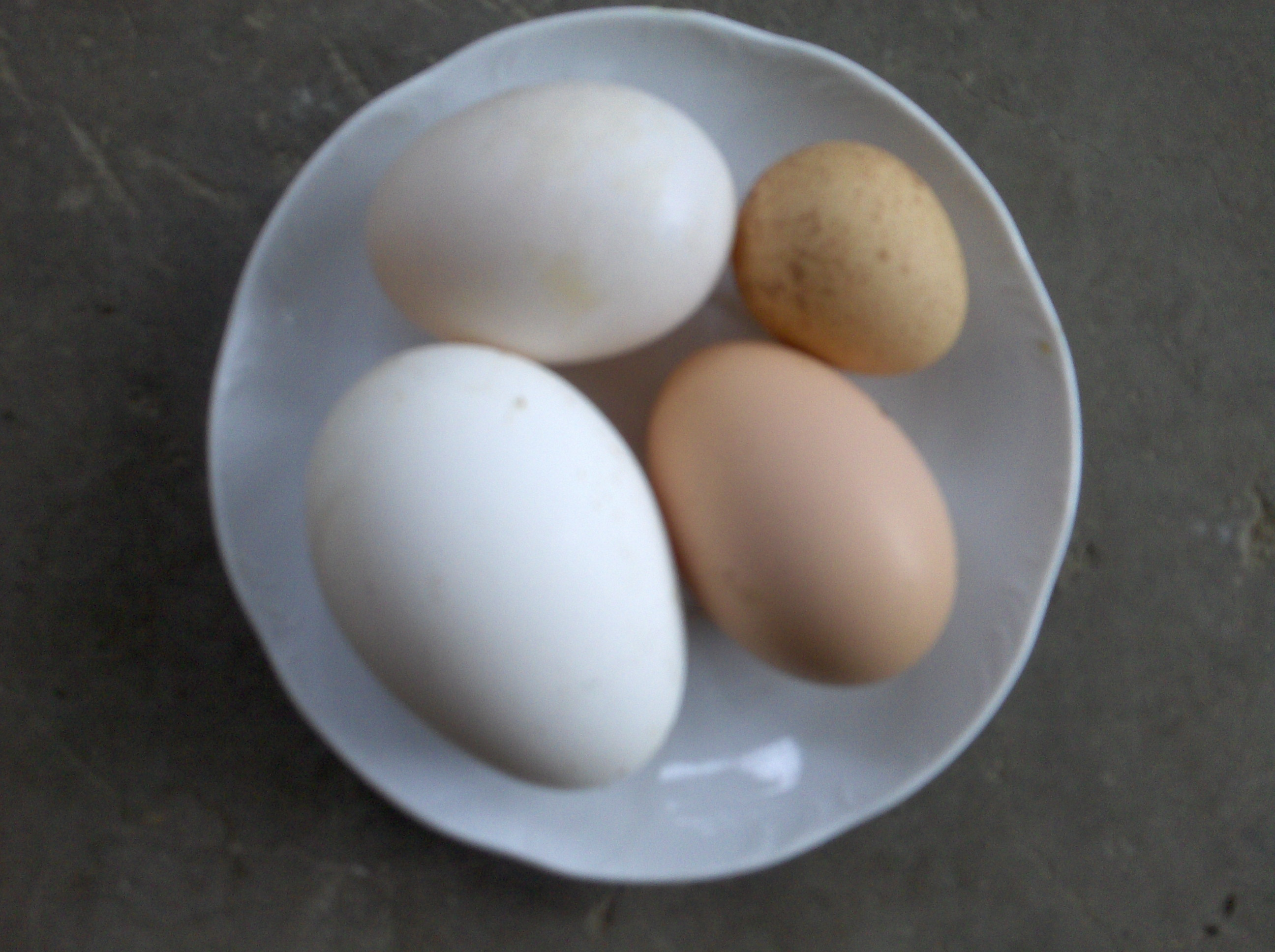
Ouă de diferie specii de păsări(de rață, gâscă, bibilică și găină

1. Cuticul
2. Coajă
3. Porii cojii
4. Membrană cochilieră viscerală
5. Cameră de aer
6. Șalaze
7. Stratul extern de albuș fluid
8. Stratul de albuș dens
9. Stratul intern de albuș
10. Disc germinativ
11. Nifelus alb
12. Nifelus galben

## Galerie

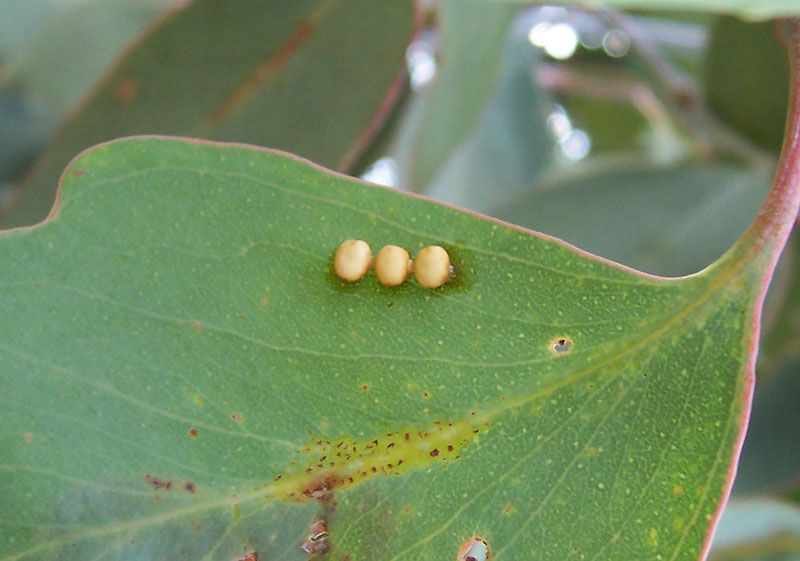
Ouă de insecte, în acest caz cele ale moliei Opodiphthera eucalypti⁠(d), sunt adesea așezate pe partea inferioară a frunzelor
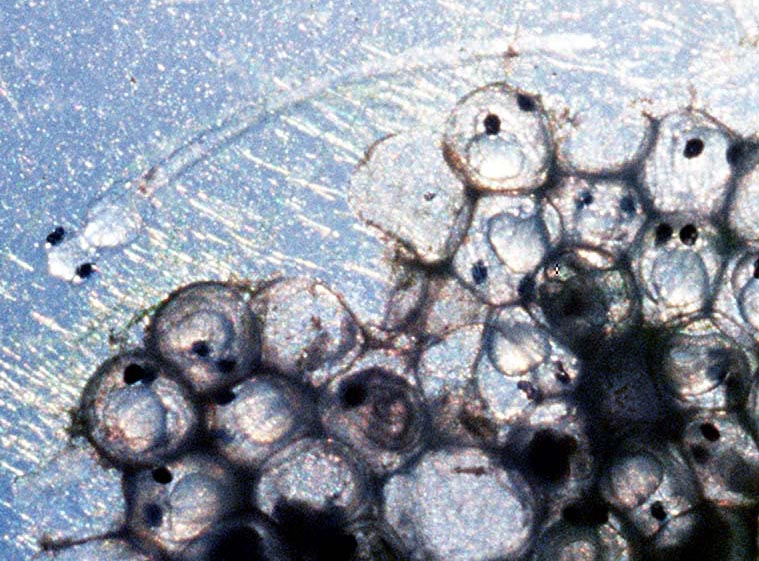
Ouăle de pește, cum ar fi aceste icre de hering sunt adesea transparente și fertilizate după ouat.
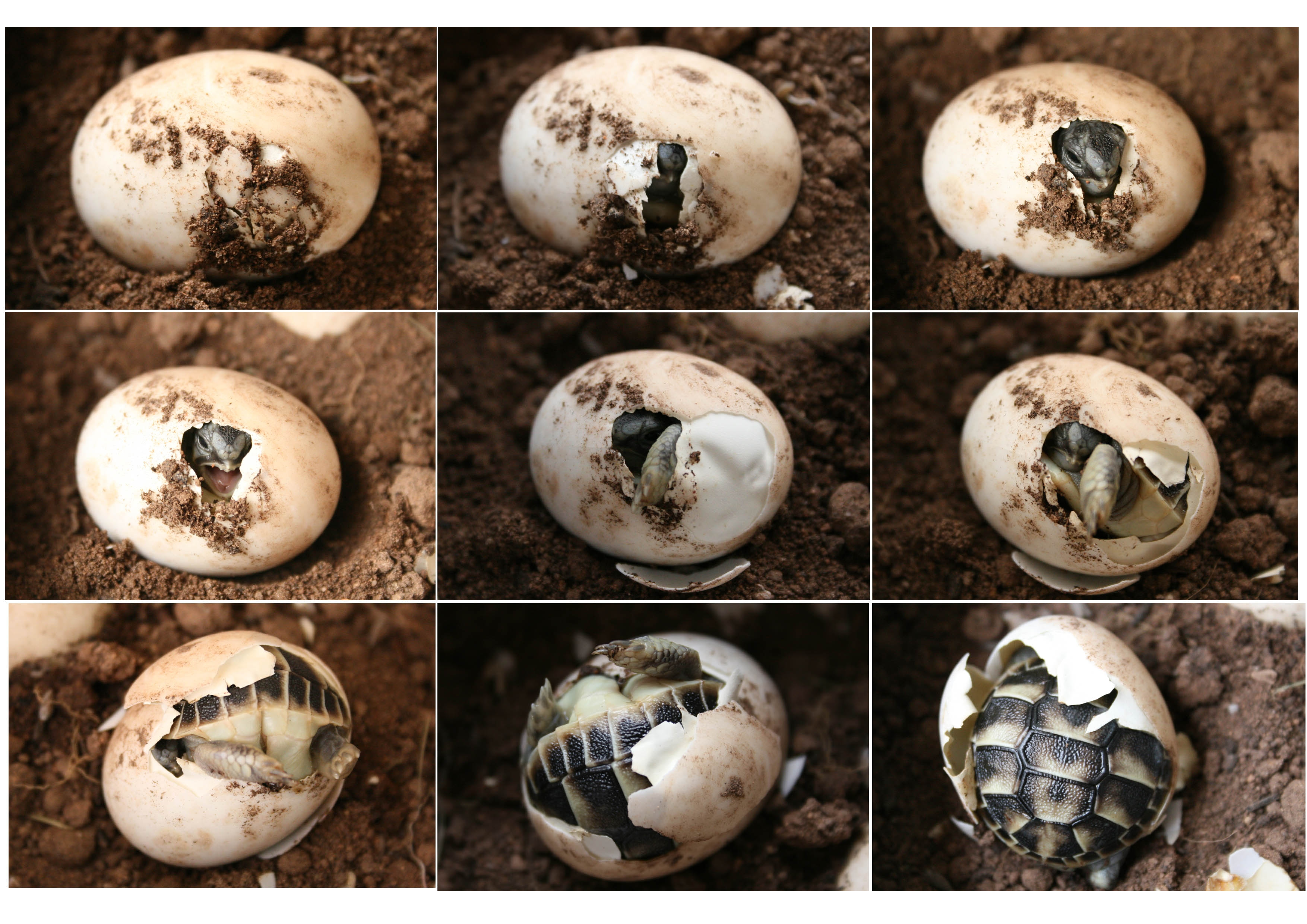
Un Testudo hermanni care apare pe deplin dezvoltat dintr-un ou reptilian
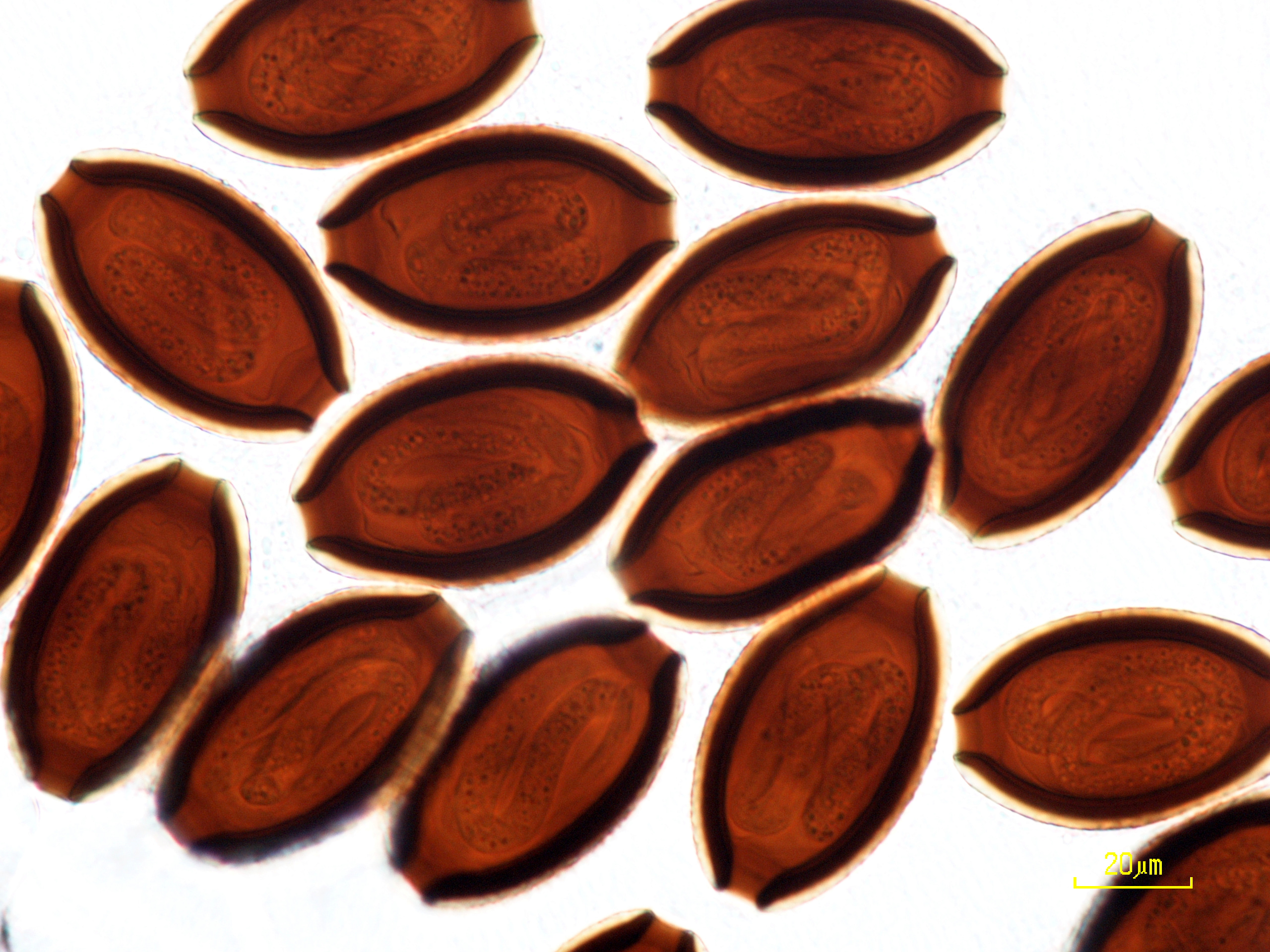
Ouă de Huffmanela hamo, un parazit nematod într-un pește
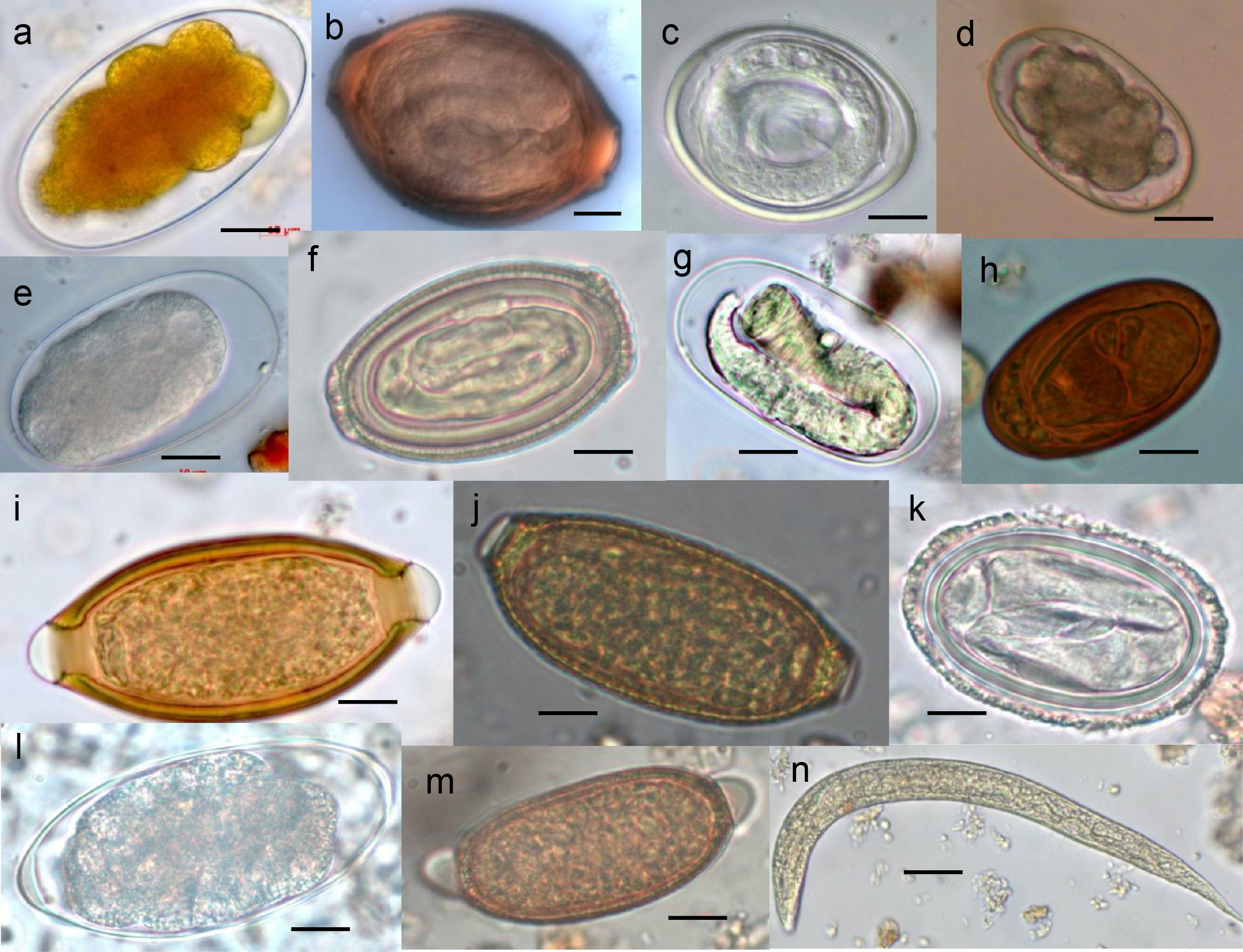
Ouă de diverși paraziţi (în principal hematoide de la primate sălbatice)